# 东杜尔基国营农场
东杜尔基国营农场，是中国内蒙古自治区兴安盟突泉县下辖的一个类似乡级单位。

## 行政区划
东杜尔基国营农场共辖以下地区：
场部虚拟。